# 龚家寨街道
龚家寨街道是中华人民共和国贵州省貴陽市白云区下辖的一个街道办事处。
2012年8月14日，贵阳市人民政府通知决定撤销49个街道办事处，设立90个社区服务中心。
2020年1月10日，贵阳市人民政府通知决定撤销社区服务中心，恢复设立街道办事处。

## 行政区划
龚家寨街道下辖以下村级行政区划单位：
龚中社区、龚北社区、龚西社区、塔山社区、白沙关社区、铝兴社区、金东社区、金北社区、刘庄街社区。